# Partula taeniata
Partula taeniata е вид коремоного от семейство Partulidae. Видът е критично застрашен от изчезване.

## Разпространение
Разпространен е във Френска Полинезия (Дружествени острови).